# Музей Рерихов
Музе́й Ре́рихов — музей в Москве, посвящённый жизни и художественному творчеству семьи Рерихов.
В период с 1989 по 2019 год располагался в усадьбе Лопухиных, построенной в XVII—XIX веках. С 2019 года находится на ВДНХ в павильоне № 13 (в прошлом павильон «Здравоохранение»). Музей обладает одной из крупнейших в России коллекций картин Николая и Святослава Рерихов, а также крупнейшим в России архивным фондом о деятельности семьи Рерихов.
В начале своей деятельности музей располагал коллекцией, принадлежавшей Советскому фонду Рерихов, и находился в ведении Международного центра Рерихов. Первая экспозиция была открыта 12 февраля 1993 года. С 2016 года является филиалом Государственного музея Востока.

## История

### Бывшее здание
Музей был расположен в усадьбе XVII—XIX веков, ранее принадлежавшей семье Лопухиных. В основе лежит постройка, возведённая по указу Фёдора Лопухина в 1689 году на подаренных ему за службу землях. После казни его сына Авраама Лопухина в 1718 году усадьба была конфискована и использована для содержания пленных офицеров Северной войны. В 1721 году здание передали коммерсанту Ивану Тамесу, разместившему на территории полотняную фабрику. В 1728 году Пётр II вернул право на владение зданиями семье Лопухиных.
После революции 1917 года усадьба была национализирована, а затем использовалась в качестве рабочих помещений. В 1920-е годы в комнатах разместили филиал Музея Карла Маркса и Фридриха Энгельса, а после начавшейся политики уплотнения — коммунальные квартиры. С 1965 до 1990 года в здании находился трест Министерства тяжёлого машиностроения. В 1990 году бывшая усадьба была передана под размещение Советского фонда Рерихов и музея имени Николая Рериха. С 1991 по 2017 год в здании размещался Международный центр Рерихов.

### Музей
В 1987 году Святослав Рерих впервые поднял вопрос о необходимости создания музея, где будет храниться художественное достояние его семьи. Получив одобрение московских властей, в 1989-м он выбрал особняк Лопухиных в Малом Знаменском переулке как площадку для размещения экспозиции. В этот же год был создан Советский фонд Рерихов, учредителями которого являлось множество юридических лиц, что впоследствии вызвало тяжбы за наследие художников. В 1990 году Святослав Рерих передал фонду коллекцию картин, архивных документов и личных вещей.
После смерти Святослава Рериха в 1993 году его супруга Девика Рани Рерих подала запрос правительству России об организации в усадьбе Лопухиных музея Рерихов в качестве филиала Музея Востока. 4 ноября того же года председатель правительства Виктор Черномырдин подписал указ «О создании Государственного музея Н. К. Рериха», согласно которому Музей Востока откроет свой филиал в помещениях усадьбы Лопухиных.
Из-за проблем с финансированием и нестабильности политической власти музей не удалось открыть в нужные сроки, а в усадьбе разместился Международный центр Рерихов — общественная организация, завладевшая коллекцией, принадлежавшей Советскому фонду Рерихов. Спонсором центра стал меценат Борис Булочник, по инициативе которого была проведена полная реконструкция здания особняка. Часть денежных средств на реставрацию внутренних помещений собиралась общественностью. В 1997 году при центре открылся музей Николая Рериха, первым директором которого стала востоковед Людмила Шапошникова.

### Судебные тяжбы
Начиная с 2000-х годов между Музеем Востока и Международным центром Рерихов начались судебные тяжбы по оспариванию права на владение коллекцией картин Николая и Святослава Рерихов и занятие особняка Лопухиных. МЦР оспаривал входящие в состав музея 282 картины, выставляемые в передвижной выставке Святослава Рериха в 1980-е годы. После смерти художника коллекция осталась бесхозной и собрание работ перешло на хранение в музей. Согласно судебным решениям, с 2014 года центр лишился права претендовать на имущество Советского фонда Рерихов, вместе с этим он лишился и права на владение принадлежавшими фонду картинами. В 2017 году в центре прошли обыски по делу Бориса Булочника, экс-главы «Мастер-банка», члена правления центра, изъятые при этом картины были отправлены на экспертизу в Музей Востока. В том же 2017 году по решению суда центр был выселен из занимаемых помещений усадьбы Лопухиных.

## Экспозиция и коллекции
Экспозиция состоит из более чем 800 художественных и графических произведений Николая и Святослава Рерихов. В музее представлено собрание предметов декоративно-прикладного искусства России, Тибета, Монголии, Египта и Индии, мемориальные вещи, а также обширный архивный фонд литературного наследия семьи Рерихов, включающий в себя документы рериховских учреждений и организаций.
Собрание было сформировано на основе нескольких источников: дара Музею Востока от искусствоведа Кэтрин Кэмпбелл (1977, 1979), коллекции картин Николая и Святослава Рерихов, поступившей в Музей Востока в 1993 году, а также коллекции бывшего Советского фонда Рерихов, поступившей в Музей Востока в 2017 году.

## Выставки и события
- «Свет с Востока» (2017 год) — выставка, на которой было представлено более 60 произведений Николая и Святослава Рерихов[21].

- «Наследие Рерихов и восточный вектор российской культуры» (2017) — научная конференция, в которой приняли участие около 200 человек из Москвы, Санкт-Петербурга, Астраханской области, Владивостока, Калининграда, Кемерово, Новосибирска, Пензы, Ростова-на-Дону, Рязани, Сочи, Уфы, Челябинской области, а также из Беларуси, Израиля, США, Швейцарии, Швеции[22].

- «Николай Рерих. Восхождение» (2018) — выставка 190 работ Николая Рериха из Русского музея, Третьяковской галереи, музея Востока. Десять картин предоставил Музей Николая Рериха в Нью-Йорке, среди которых были две знаковые работы, как «Мадонна Орифламма» и «Святой Франциск Ассизский»[23].

- «Индия. Моя страна прекрасна» (2018) — выставка 30 произведений Святослава Рериха[24].

- «Творчество Николая и Святослава Рерихов» (май 2018) — новая постоянная экспозиция, в состав которой вошёл мемориальный кабинет Николая Рериха[25].

- Экспозиция музея